# Liptena gordoni
Liptena gordoni är en fjärilsart som beskrevs av Druce 1903. Liptena gordoni ingår i släktet Liptena och familjen juvelvingar. Inga underarter finns listade i Catalogue of Life.